# Desa Gunungsembung
Desa Gunungsembung är en administrativ by i Indonesien.   Den ligger i provinsen Jawa Barat, i den västra delen av landet, 110 km öster om huvudstaden Jakarta. Desa Gunungsembung ligger vid sjön Situ Ijan.